# Paracles translucida
Paracles translucida är en fjärilsart som beskrevs av Butler 1878. Paracles translucida ingår i släktet Paracles och familjen björnspinnare. Inga underarter finns listade i Catalogue of Life.